# Società Sportiva Ercolanese 1986-1987
Questa pagina raccoglie le informazioni riguardanti la Società Sportiva Ercolanese nelle competizioni ufficiali della stagione 1986-1987.

## Rosa
| N. |                   | Ruolo | Calciatore               |
| -- | ----------------- | ----- | ------------------------ |
|    | Italia (bandiera) | C     | Antonio Borrelli         |
|    | Italia (bandiera) | D     | Aniello Capiluongo       |
|    | Italia (bandiera) | C     | Flavio Colasanto         |
|    | Italia (bandiera) | D     | Roberto De Ponte         |
|    | Italia (bandiera) | P     | Genesio Del Prete        |
|    | Italia (bandiera) | C     | Stefano Di Lucia         |
|    | Italia (bandiera) | C     | Francesco Di Rienzo (I)  |
|    | Italia (bandiera) | C     | Salvatore Di Rienzo (II) |
|    | Italia (bandiera) | D     | Enrico Di Vincenzo       |
|    | Italia (bandiera) | P     | Antonio Efficie          |
|    | Italia (bandiera) | D     | Francesco Esposito       |
|    | Italia (bandiera) | A     | Massimiliano Franchini   |
|    | Italia (bandiera) | C     | Gino Giamundo            |

| N. |                   | Ruolo | Calciatore                 |
| -- | ----------------- | ----- | -------------------------- |
|    | Italia (bandiera) | C     | Vincenzo Giordano          |
|    | Italia (bandiera) | D     | Bruno Guadagno             |
|    | Italia (bandiera) |       | Liguori                    |
|    | Italia (bandiera) | A     | Francesco Madonna          |
|    | Italia (bandiera) | A     | Giovanni Mazzella          |
|    | Italia (bandiera) | C     | Giovanni Giuseppe Patalano |
|    | Italia (bandiera) |       | Perfetto                   |
|    | Italia (bandiera) | C     | Vincenzo Perillo           |
|    | Italia (bandiera) | P     | Vincenzo Pirelli           |
|    | Italia (bandiera) | A     | Ivano Salvati              |
|    | Italia (bandiera) | A     | Franco Santaniello         |
|    | Italia (bandiera) | D     | Umberto Tessitore          |